# María del Refugio García
María Refugio García Martínez más conocida como Cuca García (Taretan, 2 de abril de 1889 - 16 de julio de 1973) fue una profesora, feminista, comunista, sufragista y activista mexicana en pro de los derechos de las mujeres.

## Trayectoria
Hija de Camerino García y Elena Martínez, nació en el Estado de Michoacán, México.
También fue conocida como "Cuca García". Este apodo cariñoso muestra la cercanía y respeto que se le tenía en el movimiento feminista mexicano.
Fue pionera del movimiento feminista mexicano; en este contexto, perteneció al grupo de mujeres e intelectuales que fundaron varias organizaciones en su país, entre ellas el Consejo Nacional para las Mujeres durante el mes de octubre de 1919 junto a Elena Torres Cuéllar, Evelyn T. Roy, Thoberg de Haberman, Juana Belem Gutiérrez de Mendoza y Estela Carrasco.
Además, participó de la creación Partido Comunista Mexicano y del Frente Único Pro-Derechos de la Mujer el 11 de octubre de 1935 —donde ocuparía la secretaría general—. A través de esta organización, abogó por el derecho al sufragio femenino en su país y por la inclusión de las mujeres como ciudadanas en la Carta fundamental. En el ámbito sindical, perteneció también a la Secretaría de Acción Femenil de la Federación de Trabajadores al Servicio del Estado o FSTSE, junto a Gloria Barrera, Josefina Vicens, Estela Jiménez Esponda y Francisca Zárate.
Fue candidata a diputada por el distrito de Michoacán como independiente para el Partido Nacional Revolucionario —junto a Soledad Orozco por Tabasco—, puesto para el que salió electa por un amplio margen, aunque no se le permitió asumir tal cargo debido a que se requería una modificación a la Constitución. En respuesta, García inició una huelga de hambre frente a la residencia del presidente Lázaro Cárdenas del Río en Ciudad de México entre el 15 y el 26 de agosto de 1937, acción que fue replicada por algunas participantes del Frente. La respuesta de Cárdenas fue un compromiso de cambiar el artículo 34 de la Constitución; así, en diciembre de ese mismo año, la enmienda fue aprobada por el Congreso, y se les concedió a las mujeres la plena ciudadanía.

### Actividad política y activismo
Desde una temprana edad, García se involucró en la lucha por los derechos de las mujeres, demostrando un compromiso y una pasión inquebrantables. En 1919, junto con Elena Torres, fundó el Consejo Feminista Mexicano, una organización dedicada a promover la igualdad de género y los derechos de las mujeres en México. En 1935, García fue una de las fundadoras del Frente Único Pro Derechos de la Mujer (FUPDM), una coalición que buscaba impulsar reformas legislativas en beneficio de las mujeres. Además, fue una de las pioneras en la creación de importantes organizaciones feministas, como la Liga Feminista de Yucatán en 1916 y la Asociación Nacional de Mujeres Trabajadoras en 1935. Su dedicación y liderazgo en la lucha por los derechos de las mujeres la llevaron a convertirse en una de las primeras mujeres en ser elegida diputada federal en México en 1955, dejando un legado inspirador para las futuras generaciones.
Posteriormente fue elegida como diputada suplente en el Congreso de la Unión en 1955, lo que marcó un hito en la representación política de las mujeres en el país.

## Reconocimientos
García fue  reconocida por su trabajo en el activismo y la lucha por los derechos de las mujeres. En 1982, recibió el prestigioso Premio Nacional de Ciencias y Artes en el área de Ciencias Sociales, en reconocimiento a su contribución al avance y desarrollo de la sociedad desde una perspectiva feminista. Al año siguiente, en 1983, fue galardonada con el Premio Nacional de Periodismo, en reconocimiento a su destacada labor como periodista y su compromiso con la defensa de los derechos de las mujeres. En 1988, García recibió el reconocimiento del Premio Nacional de la Mujer, un honor que destacó su dedicación y liderazgo en la lucha por la igualdad de género y los derechos de las mujeres en México. 